# 西口有香
西口 有香（にしぐち ゆか、1977年7月19日 - ）は、日本の女性声優・舞台女優。TABプロダクション所属。

## 来歴
和歌山県海南市出身。
物心ついた時には声優を目指していたという感じであり、子供番組のお姉さんを見て、「こういう、子供たちを励ますようなことをやりたい」と思ったのがきっかけかもしれないと語る。親に反対されるのは目に見えていたため、親には「弁護士になりたい」と言っていたという。
小学4年生の時、「将来の夢」で作文を書く事になったが、なりたい職業が沢山あり、「一つに決められない」と悩んでいたところ、思いついたのが職業としての俳優だったという。その時、テレビで神谷明が職業としての声優について話しをしているのを偶然拝見して、「これしかない！」と思うようになったという。
当時はまだ職業としての声優が一般的ではなかったため、前述の作文に「声優」と書いたのはクラスで西口だけだったという。担任の教師が「珍しい職業を見つけましたね」と褒めてもらい、子供心に嬉しかったという。その後は職業としての声優について本格的に調べ始め、幅広い活動内容に魅力を感じる様になったという。
和歌山県立海南高等学校を経て國學院大學文学部日本文学科卒業。文学部1回生の1997年1月19日、『センチメンタルグラフティ』にてヒロインの一人、七瀬優役でデビュー。この時の審査員に当時、青二プロダクション所属だった神谷明がいた。
デビュー後、声優の仕事をやりながらアルバイト・大学でのサークル活動・学業などを全てこなしていた、同作でデビューした同期に鈴木麗子・岡本麻見・牧島有希・今野宏美・岡田純子の6人組を通称「うさぎ組」と呼ぶ（当時の所属事務所はマーカス）。
また、元から決まっていたメンバー（青二組）には鈴木麻里子・米本千珠・豊嶋真千子・小田美智子・前田愛・満仲由紀子の6人（6人とも所属事務所は青二プロダクション。ただし、現在は小田を除く）がいて、全12人の総称を「SGガールズ」と呼ぶ。
現在の公式サイトは3代目であるが、初代・2代目とは異なり、ブログ形式のサイトとなった。2014年7月19日の誕生日に公式サイトのリニューアルを予定していることを発表。本来は誕生日にオープンする予定でいたが間に合わなかった。なお、2代目公式サイトは2016年6月上旬に閉鎖され現存しない。2016年2月4日にTwitterを開始したことを発表。2016年4月1日には3代目の公式サイトをオープンした。2017年10月16日にブログをameba公式ブログへと引っ越した。

## 人物・エピソード
- 役柄としてはデビュー当時は自分と歳が近い学生役が多く、性格も大人しい子が多かった[5]。その後も若い役を演じる機会は多いが、以前は苦心して演じていた先生やお母さん等の大人のキャラクターも「合っている」と言って演じることが増えた[5]。悪役を振って演じることも増え、物語を背負う責任と演じることの難しさを感じながら、収録に臨んでいるという[5]。
- 財津和夫から楽曲提供を受けたことのある数少ない声優の1人である[9]。
- 高校時代に第10回全国高等学校文芸コンクールの小説部門において優秀賞（全国3位）受賞経験があり[10]、2005年7月13日付けの『読売新聞』夕刊においてインタビューを受けた記事が記載されている。
- 通常の本職声優とは異なり、舞台での演劇活動（女優業）やイベント会場でのMC活動などに重点をおいているため、一般の地上波作品（テレビアニメのアフレコや洋画の吹き替え）への出演は極めて少ない。地上波での出演では深夜テレビに僅かに顔出しで出演したり、ナレーション（ボイスオーバー）を勤めることが稀にある程度。
- 大学時代、同じゼミに浅野真澄がいた。
- 特に『仰げば尊し! 〜キョーイクしましょ〜』と『お寺でポン! 〜精進しましょ〜』という舞台では2作共に橘 明日香（たちばな あすか）という同一役名で出演している。ただし、同一人物という設定ではなく、あくまで別人という位置づけである。また、『菊之丞一座殺人事件〜ミステリしましょ〜』では音羽あすかという役名である。
- 所属事務所移籍に伴い、新サイトを2007年1月1日の夜に開設。
- 2代目の公式サイトは2016年1月1日に開設9周年[11]を迎えたが、サイト内において未だに「もうしばらくお待ちください。」となっている項目が存在する。既に使用されていないサイトということもあるが、西口によると、ブログ以外の更新に関してはサイトの作成者しかできない仕様になっており、それらも自ら更新するようにするには大掛かりなシステム改正が必要になるため、それらの手間を省くためにブログ更新時に近況と発表内容を全てブログに投稿する方針にしていたという。そのため「もうしばらくお待ちください。」と記載された項目が更新されることは最後まで無かった。なお、この公式サイトは現在も閲覧可能だが、既に使用を停止している。
- ウサギが好きで、ずっと飼っている。初代は「すずなり」、2代目は「まきびし」という、いずれも個性的な名前を名付けて飼育していたが、現在はいずれも亡くなっている。

### 『センチメンタルグラフティ』について
- SGガールズのメンバーの中では最年少。なお、配役の時点で未成年だったのは西口と満仲由紀子の2人だけである。
- センチメンタルグラフティはデビュー作ということもあり、想い入れが強い。その「センチメンタルグラフティ」では、ヒロイン役を担当したSGガールズ全13人（岡田純子の後任である有島もゆを含む）の中で自身の担当するキャラと唯一イニシャルが一致する（Y.N. → Yuka.Nishiguchi. 、 Yu.Nanase.）。そのことをスペシャルドラマCD内で触れている。
- 公式ブログ2014年1月20日投稿分の記述によると、鈴木麻里子と呑みに行った際、麻里子にセンチ20周年記念に何かやりたいと提案したという[12]。

## 所属経歴

### 養成所
東京アナウンスアカデミー（声優科）

### プロダクション
1. マーカス
2. 青二プロダクション[14]
3. トライビート
4. サンズコム（現・あむ・はうす[注 1][注 2]）[15][16]
5. TABプロダクション

## 出演
太字はメインキャラクター。

### テレビアニメ
時期不明
- KIDS'N JUMP（メラニー）

1998年
- センチメンタルジャーニー（七瀬優）

2000年
- ヴァンドレッド（ブリッジクルーG）
- ゲートキーパーズ（女子C）

2004年
- カレーの国のコバ～ル（ねぎたま女王）

2009年
- WHITE ALBUM（オペレーター）
- ファイト一発! 充電ちゃん!!（女子生徒A）

2012年
- 夏雪ランデブー（温泉リポーター）

### 劇場アニメ
- 嘉兵衛の海（2005年、おふさ[注 3]）

### ゲーム
時期不明
- COLOR PIECEOUT（クレア、スー）
- アビストライブ（YU-KI、プーラン、キュリー夫人、白虎、武則天）

1998年
- センチメンタルグラフティ（1998年 - 2001年、七瀬優） - 3作品
- あのこどこのこ（神埼麗）

2000年
- まみむめ★もがちょのプリントアワー（にょん）

2001年
- ゴルフしようよ2 新たなる挑戦（紅麗華）
- Evergreen Avenue（メリル）

2002年
- マッドダッシュレーシング（ベティ）
- Milky Season（星波ちはや）
- クイズ$ミリオネア わくわくパーティー（向井あゆみ）
- どこまでも青く…（松倉明日菜）
- ボクは小さい（ナオ）

2003年
- ニュールーマニア ポロリ青春（ナナナ）
  - ニュールーマニア ポロリ青春 モーションキャプチャーモデル（小泉カカト）

2008年
- あかね色に染まる坂 ぱられる（赤川）

2009年
- キラ☆キラ 〜Rock'n'Roll Show〜（舞）
- Clear 新しい風の吹く丘で（園部薫）

2011年
- N3 ONLINE（導師ルミカ）
- 乙女はお姉さまに恋してるPortable 2人のエルダー（千倉こより）

2012年
- ヴァルヘリオ（アイリス・ハートレイ）
- ルートダブル -Before Crime * After Days-（2012年 - 2014年）- 2作品

2013年
- エンゲージナイツ〜新約英雄大戦〜（ダ・ヴィンチ）

2014年
- FLOWERS（2014年 - 2017年、小御門ネリネ）- 4作品

2017年
- 乙女チックパズル ピタッチ!（フィオナ）

2021年
- アーキタイプ・アーカディア（チュラル）- PS4/PS5/Nintendo Switch版

### ドラマCD
- グラニュ・レイテッドハピネス[注 4]（2001年、ムラカミイノリ）
- 果てしなく青い、この空の下で…。（2001年、松倉明日菜）
- アオイシロ「青城奇譚」（2008年、女生徒B）

### 吹き替え
- ボーイ・ミーツ・ワールド

### ラジオ
- センチメンタルナイト（TBSラジオ、1997年1月 - 12月、ただし、本人の出演は第13回放送の3月31日から）
- 帰ってきたセンチメンタルナイト（TBSラジオ、1998年4月 - 9月）
- Onlyセンチメンタルナイト2（TBSラジオ、1999年4月 - 2000年3月）
- 夜はプチプチへなちょこラジオ（東海ラジオ、「ESアワーラジヲのおじかん」内、放送時期は不明）
- グラニュ・レイテッドハピネス（TBSラジオ、2000年4月 - 終了年月日は不明）
- グラニュ・レイテッドハピネス2（TBSラジオ、放送期間は不明）
- 西口有香の3度の飯より夢が好き（調布FM、2005年7月 - 2009年3月、全140回）
- 純情・可憐・暁少女探偵団[21]（インターネットラジオ、配信時期は不明）
- 行っときますか?下山隊長のねっと探検隊（インターネットラジオ、配信時期は不明）[21]
- ベネッセことばCAFE（FM Sals、2013年11月 - 2014年1月、生放送）[22]
- 西口有香の三度の飯より夢が好き☆〜続きはWEBで!〜[23]（インターネットラジオ、2011年7月 - 現在）
  - 2014年9月22日アップ分（第18回）を最後に無期限休止となったが、2020年6月25日に第19回として5年9ヶ月ぶりに再開された。
  - 当番組は不定期更新[24]となっている。
- 調布FMアニソン特番（正月・夏休の年2回）

### 舞台
上述のように、西口は地上波放送作品に出演する頻度は極めて少なく、主な活動路線は舞台演劇とゲーム作品である。
- 櫂スタジオ　K＆Kカンパニー「さくらさくら」 清水ユリエ役
- 青二ミュージアム　劇団ゆっきゅん 「HAPPY HOUSE」 芦屋シロミ役
- 武蔵野芸能劇場　おしばい軍団もずくぁんず 「愛故にら・る・る」 柳沢舞子役
- TACCS1179　劇団娯楽天国
  - 「仰げば尊し！～キョーイクしましょ～」橘明日香役[25]
- カスタムプロジェクト マキビシステム
  - 「受付の女たち04」古川役
  - 「ミス・コン」大宮まどか役
  - 「吹雪の山荘にて」 若月杏子役
  - 「因習の村にて」兎倉夕貴役

## ディスコグラフィ

### アルバム
| 枚  | 発売日       | タイトル | 規格品番 |
| --- | ------------ | -------- | -------- |
| 1st | 2005年1月    | 終日     |          |
| 2nd | 2020年6月5日 | 言祝     |          |

### その他参加楽曲
| 発売日        | 商品名         | 歌        | 楽曲                                            | 備考 |
| ------------- | -------------- | --------- | ----------------------------------------------- | ---- |
| 2005年9月21日 | 灼鋼のプライド | V.S UNION | 「灼鋼のプライド」 「HEROES!」 「はるかな未来」 |      |

### キャラクターソング
| 発売日        | 商品名                                                  | 歌                                           | 楽曲           | 備考                         |
| ------------- | ------------------------------------------------------- | -------------------------------------------- | -------------- | ---------------------------- |
| 2002年7月10日 | Milky Season Pair Collection Vol.5 千浦真林＆星波ちはや | 千浦真林（有島モユ）、星波ちはや（西口有香） | 「Jelly Fish」 | ゲーム『Milky Season』関連曲 |